# Casa Vermelha (Ilhas Salomão)
A Casa Vermelha é a residência oficial do primeiro-ministro das Ilhas Salomão, localizada em Honiara. A residência é um edifício de tapume de madeira sobre palafitas.  O nome da casa é em referência ao telhado de cor vermelha.

## História
A casa foi construída na década de 1950 para o então secretário colonial das Finanças e posteriormente ministro-chefe Ilhas Salomão Britânicas . Tornou-se a residência do primeiro-ministro em 1978.  Antes da reocupação, foi usado como residência para o Presidente do Parlamento Nacional das Ilhas Salomão após as últimas reformas em 2010.

## Planos de demolição
Em outubro de 2011, o governo da Coalizão Nacional para Reforma e Avanço do ex-primeiro-ministro Danny Philip anunciou planos para demolir a Casa Vermelha e construir uma nova residência para o primeiro-ministro.  A oposição, liderada por Derek Sikua, condenou o anúncio, observando que $ 4 milhões em reformas foram concluídas na Casa Vermelha desde agosto de 2010.
Em novembro de 2011, o recém-eleito primeiro-ministro Gordon Darcy Lilo reverteu os planos do governo anterior.  Ele anunciou que iria se mudar para a Casa Vermelha de sua residência no Hotel Honiara, citando a necessidade de gastar menos dinheiro do contribuinte em aluguel de hotel ou casa para funcionários eleitorais.  Numa entrevista coletiva, ele anunciou: "Gostaria de informar ao povo das Ilhas Salomão que o primeiro-ministro voltará para a Casa Vermelha assim que um reparo menor na residência estiver concluído...  Eu não pretendo morar em outro lugar, e gostaria de dizer ao povo que este primeiro-ministro estará se mudando para a Casa Vermelha em questão de dias. "   Lilo disse que iria morar assim que pequenos reparos, como novos cadeados, fossem instalados.